# Léo Itaperuna
Leonardo de Oliveira Clemente, meglio noto come Léo Itaperuna (Itaperuna, 12 aprile 1989), è un calciatore brasiliano, attaccante della Portuguesa-MS.